# John DeCamp
John W. DeCamp (Neligh, Nebraska, 6 de julio de 1941-27 de julio de 2017), fue un político de Estados Unidos del partido republicano. Fue miembro del senado de Nebraska y escritor del libro The Franklin Coverup que denunció al Escándalo Franklin.

## Biografía
DeCamp sirvió en el ejército estadounidense durante la guerra del Vietnam. Fue elegido durante la guerra y fue senador del estado de Nebraska de 1971 hasta 1987. En mayo de 2006 se presentó otra vez como candidato pero no fue elegido. En sus últimos años de vida ejerció la abogacía en Lincoln (Nebraska).